# Hypercompe alphaeoides
Hypercompe alphaeoides är en fjärilsart som beskrevs av Embrik Strand 1919. Hypercompe alphaeoides ingår i släktet Hypercompe och familjen björnspinnare. Inga underarter finns listade i Catalogue of Life.